# Cascada (музичка група)
Каскада (шп. cascada — водопад) немачка је евроденс група формирана 2004. То је трио, а чланови групе су Натали Хорлер, Ди-џеј Манијан, Јан Пајфер. Сматрају се за главне заступнике евроденса у САД, а последњих година и широм света, потпомагајући развој електропопа у један од омиљених звукова. Најпознатији су по сингловима Everytime We Touch, What Hurts the Most и Evacuate the Dancefloor, а одскора и учешћу на Песми Евровизије.

## Почеци
Пред пунолетство, Натали је радила са неколицином ди-џејева. Тада је упознала Јана и Ди-џеј Манијана. Заједно су издавали музику под именом Каскаде, али услед сличности са уметничким именом певача Каскејда (енгл. Kaskade), који им је најавио тужбу, име су променили у Каскада. У исто време су издавали и под именима Сирија и Акира, али су те пројекте прекинули услед успеха Каскаде. Под Андорфин рекордсом су у Немачкој издали први сингл Miracle, као и песму Bad Boy.

## Евровизија
Регионална радио-телевизија Севернонемачка радиодифузија (НДР) објавила је 17. децембра 2012. да ће Каскада натупати на фестивалу Unser Song für Malmö, немачком избору за представника на Песми Евровизије 2013. у шведском граду Малмеу. Изабрана је песма Glorious, за коју је 1. фебруара 2013. објављен спот, док је сингл пуштен у продају седам дана касније. Каскада је са овом песмом 14. фебруара победила на такмичењу одржаном у Хановеру.
Ипак, након одабира, песму су појединци окарактерисали као копију прошлогодишње победничке песме Euphoria шведске денс и тренс певачице Лорин. Тако је дошло до истраге коју је телевизија НДР покренула ради расветљавања овог случаја. Након истраге, портпаролка телевизије Ирис Бентс је изјавила да су тврдње неосноване, као и да сваке године долази до покушаја стварања скандала у вези са Евровизијом и њеним учесницима. Тако су све тврдње одбачене 25. фебруара, када је наступ Каскаде коначно потврђен. Бенд је у финалу главног такмичења 18. маја освојио 21. место са осамнаест поена.

## Дискографија
| Година | Албум |
| 2007.  |       |
| 2008.  |       |
| 2009.  |       |
| 2011.  |       |
| 2012.  |       |
| 2013.  |       |

| Година | Турнеја |
| 2007.  |         |
| 2008.  |         |
| 2008.  |         |
| 2009.  |         |
| 2011.  |         |